# Anna Molin (rösträttsaktivist)
Anna Maria Molin, född 21 oktober 1864 i Katarina församling, Stockholms stad, död 23 maj 1926 i Nyköpings östra församling, Södermanlands län, var en svensk rösträttsaktivist. Hon var verksam i kampanjen för införandet av kvinnlig rösträtt i Sverige, och ordförande för Föreningen för kvinnans politiska rösträtt i Nyköping 1912–1915. 